# Sinus Aestuum

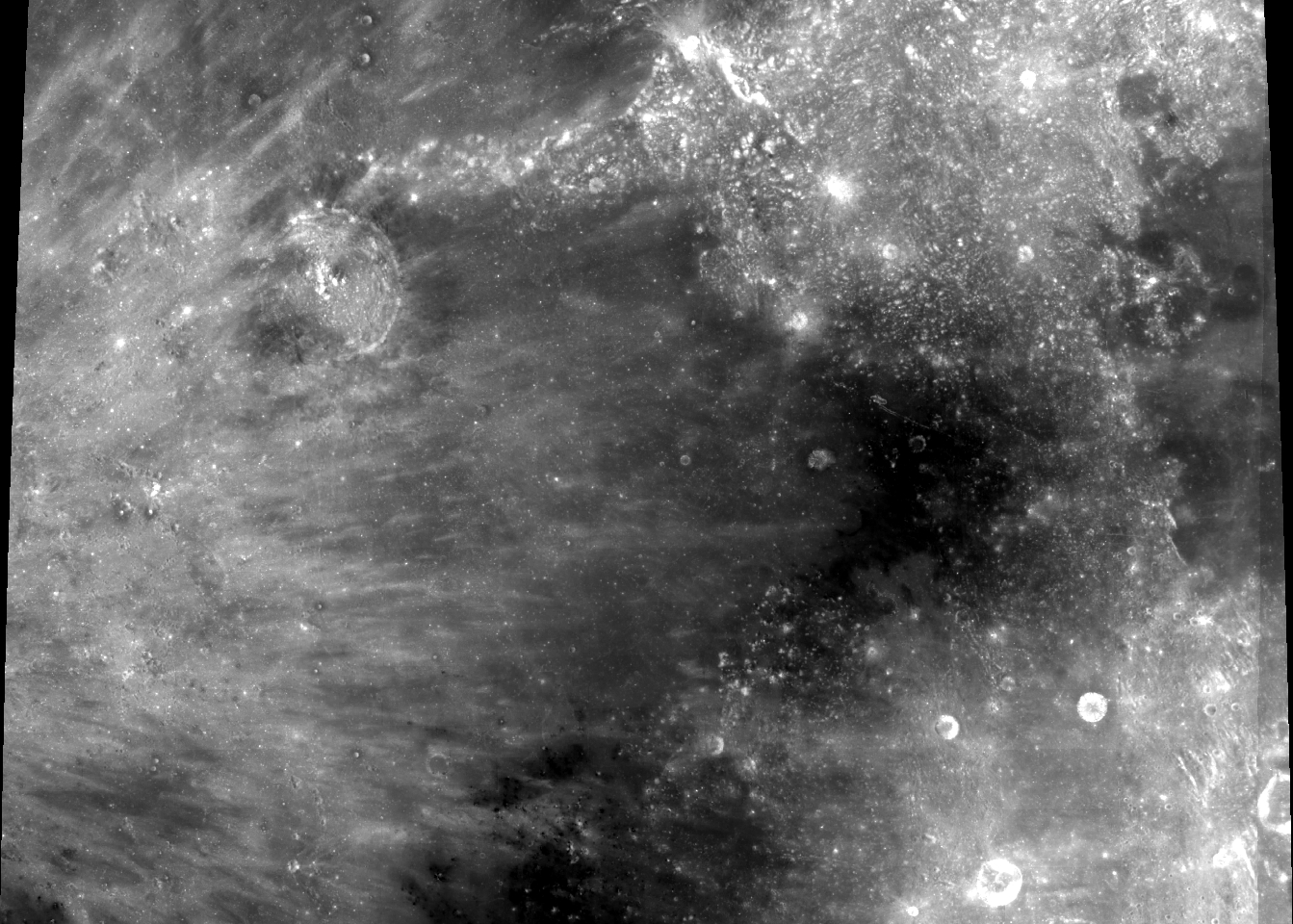
Sinus Aestuum

Sinus Aestuum (łac. Zatoka Upałów) – zatoka, leżącego po widocznej strony globu, księżycowego morza Mare Insularum. Jej współrzędne selenograficzne to ☾ 10,9°N 8,8°W/10,900000 -8,800000, a średnica wynosi 290 km. Ze wschodu ograniczona jest przez wzniesienia oddzielające ją od Mare Vaporum, północną granicę wyznaczają góry Montes Apenninus. Nazwa została zatwierdzona przez Międzynarodową Unię Astronomiczną w roku 1935.